# 49e corps d'armée de montagne (Allemagne)
Le 49e corps d'armée de montagne (XXXXIX. Gebirgs-Armeekorps, en allemand) était un corps d'armée de l'armée de terre allemande, la Heer, au sein de la Wehrmacht, pendant la Seconde Guerre mondiale.

## Historique
Il est formé le 20 juin 1940 dans le protectorat de Bohême-Moravie, et capitule face aux troupes soviétiques en mai 1945 en Tchécoslovaquie.

## Théâtres d'opérations
- Bohême-Moravie, d'octobre 1940 à avril 1941 ;
- Balkans, d'avril à juin 1941 ;
- secteur sud du front de l'Est, de juin 1941 à juillet 1944 ;
- Crimée et Tchécoslovaquie, de juillet 1944 à mai 1945.

## Organisation

### Commandants successifs
| Date                               | Grade                     | Commandant           |
| ---------------------------------- | ------------------------- | -------------------- |
| 25 octobre 1940 - 19 décembre 1941 | General der Gebirgstruppe | Ludwig Kübler        |
| 19 décembre 1941 - 26 juillet 1943 | General der Gebirgstruppe | Rudolf Konrad        |
| 26 juillet 1943 - 15 août 1943     | General der Infanterie    | Helge Auleb          |
| 15 août 1943 - 15 février 1944     | General der Gebirgstruppe | Rudolf Konra         |
| 15 février 1944 - 15 mars 1944     | General der Infanterie    | Friedrich Köchling   |
| 15 mars 1944 - 10 mai 1944         | General der Gebirgstruppe | Rudolf Konrad        |
| 10 mai 1944 - 26 juillet 1944      | General der Artillerie    | Walter Hartmann      |
| 26 juillet 1944 - 4 août 1944      | General der Infanterie    | Dr. jur. Franz Beyer |
| 4 août 1944 - 5 août 1944          | General der Artillerie    | Walter Hartmann      |
| 5 août 1944 - 8 mai 1945           | General der Gebirgstruppe | Karl von Le Suire    |

### Chefs d'état-major
| Date                              | Grade               | Commandant                       |
| --------------------------------- | ------------------- | -------------------------------- |
| 25. octobre 1940 - 6 janvier 1942 | Oberst i.G.         | Ferdinand Jodl                   |
| 6 janvier 1942 - 19 janvier 1943  | Generalmajor        | Josef Kübler (de)                |
| 19 janvier 1943 - 1er juin 1943   | Oberst i.G.         | Wolfdietrich Ritter von Xylander |
| 1er juin 1943 - 5 août 1943       | Oberst i.G.         | Ernst Michael                    |
| 5 août 1943 - 30 mai 1944         | Oberst i.G.         | Wilhelm Haidlen                  |
| 30 mai 1944 - 5 août 1944         | Oberst i.G.         | Kurt von Einem                   |
| 5 août 1944 - 1er février 1945    | Oberst i.G.         | Wilhelm Haidlen                  |
| 1er février 1945 - 5 avril 1945   | Oberstleutnant      | Ludwig von Eimannsberger         |
| 5 avril 1945 - mai 1945           | Oberstleutnant i.G. | Werner Vogl                      |

### Officiers d'état-major général
| Date                            | Grade               | Commandant               |
| ------------------------------- | ------------------- | ------------------------ |
| 25 octobre 1940 - 15 mars 1942  | Major i.G.          | Heinz Herre              |
| 15 mars 1942 - 15 février 1943  | Major i.G.          | Ludwig von Eimannsberger |
| 15 février 1943 - 10 mars 1944  | Major i.G.          | Luitpold Leeb            |
| 10 mars 1944 - 20 décembre 1944 | Major i.G.          | Anton Leeb               |
| 20 décembre 1944 - mai 1945     | Oberstleutnant i.G. | Hubert Sonneck           |

## Ordre de batailles

### Rattachement d'armées
| Date      | Armée                | Groupe d'armées                |
| --------- | -------------------- | ------------------------------ |
| 1941      |                      |                                |
| Janvier   | 1re armée            | Groupe d'armées D              |
| Avril     | 2. Armee             | OKH                            |
| Mai       | 17e armée            | Groupe d'armées A              |
| Juin      | 17e armée            | Groupe d'armées Sud            |
| Septembre | 11. Armee            | Groupe d'armées Sud            |
| Novembre  | 1. Panzerarmee       | Groupe d'armées Sud            |
| 1942      |                      |                                |
| Janvier   | 1. Panzerarmee       | Groupe d'armées Sud            |
| Juin      | 17e armée            | Groupe d'armées Sud            |
| Août      | 17e armée            | Groupe d'armées A              |
| 1943      |                      |                                |
| Janvier   | 17e armée            | Groupe d'armées A              |
| 1944      |                      |                                |
| Janvier   | 17e armée            | Groupe d'armées A              |
| Avril     | 17e armée            | Groupe d'armées Ukraine du Sud |
| Mai       | z. Vfg.              | Groupe d'armées Ukraine du Sud |
| Août      | 11. ungarische Armee | Groupe d'armées Ukraine du Sud |
| Octobre   | 1. Panzerarmee       | Groupe d'armées A              |
| 1945      |                      |                                |
| Janvier   | 1. Panzerarmee       | Groupe d'armées A              |
| Février   | 1. Panzerarmee       | Groupe d'armées Centre         |

### Unités subordonnées

#### Unités organiques
- Arko 132
- Gebirgs-Korps-Nachrichten-Abteilung 70
- Korps-Nachschub-Truppen 418
- Ost-Bataillon 449

#### Unités rattachées
18 juin 1941
- 1. Gebirgs-Division
- 97. Leichte-Division
- 257. Infanterie-Division
- 68. Infanterie-Division

27 juin 1941
- 257. Infanterie-Division
- 100. Leichte-Division
- 1. Gebirgs-Division
- 4e division de montagne

15 juillet 1941
- 1. Gebirgs-Division
- 4e division de montagne
- 125. Infanterie-Division
- 97. Leichte-Division

12 août 1941
- 1. Gebirgs-Division
- 4e division de montagne
- 125. Infanterie-Division

3 septembre 1941
- 1. Gebirgs-Division
- 4e division de montagne

2 janvier 1942
- 1. Gebirgs-Division
- 4e division de montagne
- 198. Infanterie-Division
- 7. Fallschirm-Jäger-Division
- Italienische 3. Division "Celere"

12 août 1942
- 1. Gebirgs-Division
- 4e division de montagne
- 2. rumänische Gebirgs-Division

11 janvier 1943
- 1. Gebirgs-Division
- 4e division de montagne
- 99e division d'infanterie légère
- 46. Infanterie-Division
- 101e division de chasseurs
- 198. Infanterie-Division
- Radfahr-Regiment 4

5 février 1943
- 46. Infanterie-Division
- 1. Gebirgs-Division
- 4e division de montagne

8 mars 1943
- 50. Infanterie-Division
- 370. Infanterie-Division
- 4e division de montagne
- 1. Gebirgs-Division
- 13. Panzer-Division
- 2. rumänische Gebirgs-Division

28 mars 1943
- 50. Infanterie-Division
- 370. Infanterie-Division
- 4e division de montagne

5 avril 1943
- 50. Infanterie-Division
- 370. Infanterie-Division
- 13. Panzer-Division
- I. / Grenadier-Regimenter 121 (Korpsreserve)
- Grenadier-Regiment 567 (Korpsreserve)

27 avril 1943
- 50. Infanterie-Division
- 370. Infanterie-Division
- Kampfgruppe Münchow mit
- Wach-Bataillon 602
- Wach-Bataillon 617
- Kampfgruppe Rath
- Grenadier-Regiment 667

6 mai 1943
- 125. Infanterie-Division
- 50. Infanterie-Division
- 370. Infanterie-Division
- Radfahr-Regiment 4
- Wach-Bataillon 602
- Wach-Bataillon 617

25 juin 1943
- 125. Infanterie-Division
- 50. Infanterie-Division
- 370. Infanterie-Division
- Kampfgruppe Brüder

7 juillet 1943
- 370. Infanterie-Division
- 50. Infanterie-Division
- Kommandant von Taman
- 125. Infanterie-Division
- 3. rumänische Gebirgs-Division
- 10. rumänische Gebirgs-Division
- 13. Panzer-Division

26 décembre 1943
- 19. rumänische Division
- 9. rumänische Division
- 5. Luftwaffen-Feld-Division
- 336. Infanterie-Division

16 septembre 1944
- 100. Jäger-Division
- 101e division de chasseurs
- 13. ungarische Division
- 6. ungarische Division

1er mars 1945
- Kampfgruppe 320. Volks-Grenadier-Division
- 4e division de montagne
- Kampfgruppe 78. Sturm-Division
- 16. ungarische Division

## Hiérarchie des unités
| Nom          | Nbre d'hommes       | Unités subalternes                | Grade de commandement                 |
| ------------ | ------------------- | --------------------------------- | ------------------------------------- |
| Heeresgruppe | + 300 000           | 2 à + Armeen (Armées)             | Generaloberst ou Generalfeldmarschall |
| Armee        | + 100 000 - 300 000 | 2 à + Armeekorps (Corps d'armées) | General ou Generaloberst              |
| Armeekorps   | + 30 000 - 80 000   | 2 à + Divisionen (Division)       | Generalleutnant ou General            |
| Division     | + 10 000 – 20 000   | 2 à 6 Brigaden (Brigade)          | Generalmajor ou Generalleutnant       |
| Brigade      | + 3 000 – 5 000     | jusqu'à 3 Regimentern (Régiment)  | Oberst ou Generalmajor                |

## Source
(de) XXXXIX. Gebirgs-Armeekorps, sur lexikon-der-wehrmacht.de.